# 1895 en santé et médecine
| Années de la santé et de la médecine : 1892 - 1893 - 1894 - 1895 - 1896 - 1897 - 1898    |
| Décennies de la santé et de la médecine : 1860 - 1870 - 1880 - 1890 - 1900 - 1910 - 1920 |

Cet article présente les faits marquants de l'année 1895 en santé et médecine.

## Événements

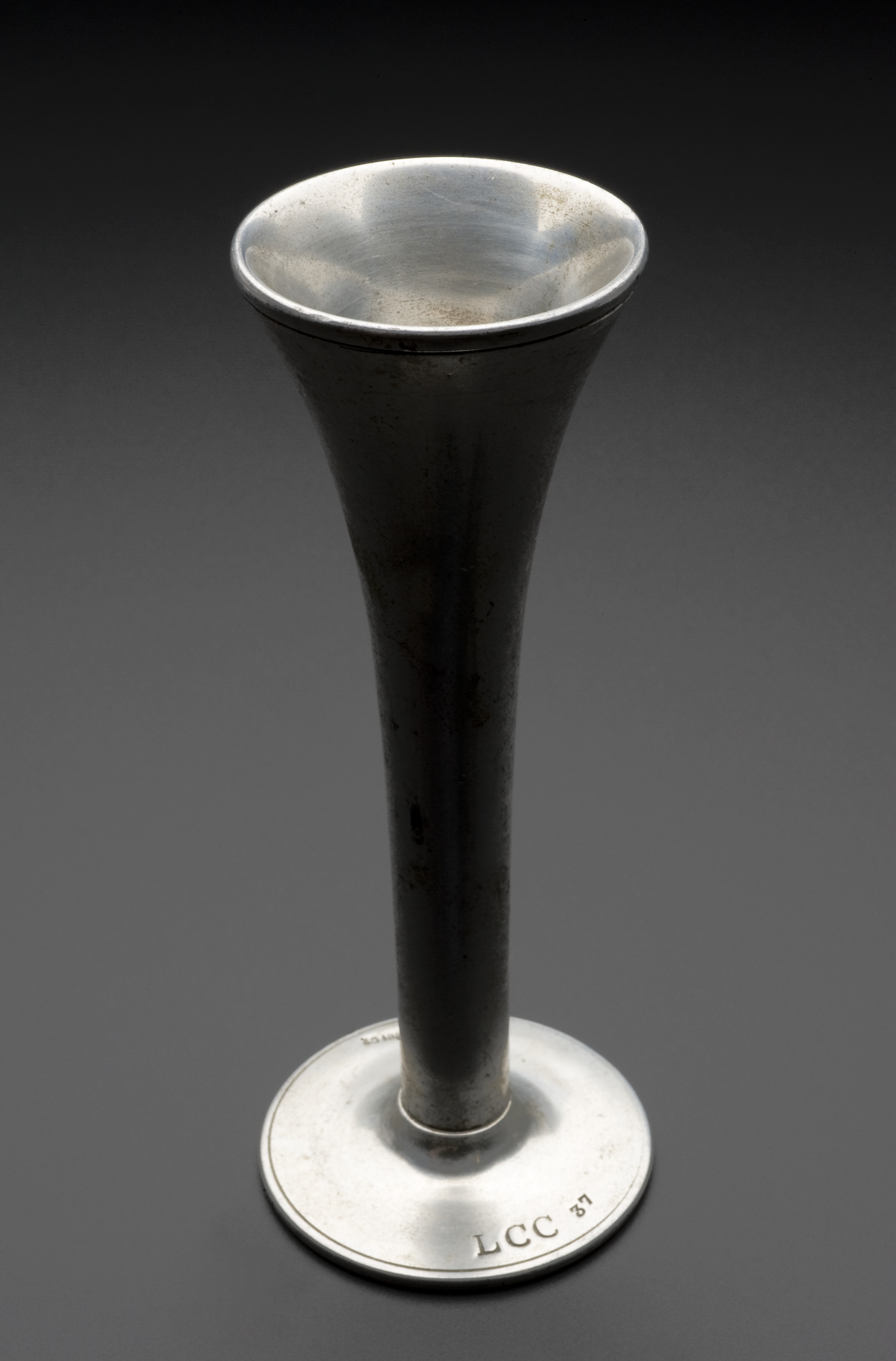
Un stéthoscope de type Pinard fabriqué à Londres.

- 26 novembre : l'obstétricien français Adolphe Pinard introduit le terme de puériculture intra-utérine dans une communication à l’Académie de médecine[1]. Il invente la même année un stéthoscope obstétrical[2].
- 22 décembre : Wilhelm Röntgen réalise le premier cliché radiographique en intercalant la main de son épouse entre le tube de Crookes et une plaque photographique[3].

- Le biologiste britannique David Bruce découvre  en Afrique du Sud le trypanosome qui décime les troupeaux par le nagana (maladie du sommeil animale) et sa transmission par la mouche tsé-tsé[4].

- Le mot « naturopathie » est inventé à New York par le docteur d’origine allemande John Scheel[5].

## Publication
- Gustave Le Bon (1841-1931) : Psychologie des foules[6].

## Naissance
- 5 juin : Wilfrid Clark (mort en 1971), anatomiste et chirurgien britannique.
- 6 octobre : Robert Courrier, biologiste français, médaille d'or du CNRS en 1963, mort le 14 mars 1986.

## Décès
- 29 janvier : Charles Girard (né en 1822), médecin et zoologiste américain d'origine française.
- 21 février : Alphonse Guérin (né en 1817), médecin et chirurgien français.
- 5 mars : Daniel Hack Tuke (né en 1827), psychiatre britannique[7].
- 28 septembre : Louis Pasteur (né en 1822), scientifique français, chimiste et physicien de formation.

Sans date
- Georges Dujardin-Beaumetz (né en 1833), médecin français.